# X-Qlusive
X-Qlusive is een hardstyle-dancefeest van Q-dance. Over het algemeen vindt het een keer per jaar plaats. Er zijn echter ook jaren geweest met meerdere edities.
Iedere editie van X-Qlusive is anders, maar ze zijn vaak wel op dezelfde manier opgebouwd. Over het algemeen kiest Q-Dance een grote hardstyle-artiest die op dat moment populair is en bouwt daar een evenement en line-up omheen. Het gebeurt echter ook weleens dat er een thema wordt gekozen en dat daar omheen een evenement en line-up wordt gebouwd. Een goed voorbeeld hiervan is X-Qlusive Holland.
Na Qlimax is X-Qlusive het langstlopende evenement van Q-dance.
In tegenstelling tot de artiesten edities zijn er ook X-Qlusive edities waarvan het thema bepaald is door Q-dance, met X-Qlusive Holland als 'kroonjuweel'. De ideeën voor deze edities wordt bepaald door opmerkelijke ontwikkelingen in de harddancescene. Dit was bijvoorbeeld X-Qlusive Italy: destijds waren er opvallend veel Italiaanse artiesten aan de top, waardoor Q-dance een concept bedacht rondom dit gegeven.
| Thema                                      | Locatie                | Datum       |
| ------------------------------------------ | ---------------------- | ----------- |
| Italy                                      | Heineken Music Hall    | 26 okt 2002 |
| Dana                                       | Heineken Music Hall    | 25 jan 2003 |
| Holland                                    | Heineken Music Hall    | 31 mei 2003 |
| Germany                                    | Heineken Music Hall    | 01 nov 2003 |
| Luna                                       | Heineken Music Hall    | 07 feb 2004 |
| Labels & Live acts                         | Heineken Music Hall    | 16 okt 2004 |
| Pavo                                       | Heineken Music Hall    | 29 jan 2005 |
| The Prophet                                | Heineken Music Hall    | 28 jan 2006 |
| Holland vs Italy                           | Heineken Music Hall    | 27 mei 2006 |
| Zany                                       | Heineken Music Hall    | 27 jan 2007 |
| Zany                                       | Brabanthal (Leuven)    | 29 sep 2007 |
| Showtek                                    | Heineken Music Hall    | 26 jan 2008 |
| Technoboy                                  | Heineken Music Hall    | 24 jan 2009 |
| Holland: Neerlands trots                   | Heineken Music Hall    | 10 okt 2009 |
| Headhunterz                                | Heineken Music Hall    | 30 jan 2010 |
| D-Block & S-te-Fan                         | Heineken Music Hall    | 22 jan 2011 |
| Italy                                      | Heineken Music Hall    | 01 okt 2011 |
| Noisecontrollers                           | Heineken Music Hall    | 21 jan 2012 |
| Wildstylez                                 | Heineken Music Hall    | 19 jan 2013 |
| Holland Ouderwets gezellig                 | Heineken Music Hall    | 05 okt 2013 |
| Brennan Heart                              | Heineken Music Hall    | 25 jan 2014 |
| Legends                                    | Heineken Music Hall    | 04 okt 2014 |
| Frontliner                                 | Heineken Music Hall    | 24 jan 2015 |
| Holland XXL                                | Ziggo Dome             | 03 okt 2015 |
| B-Front                                    | Heineken Music Hall    | 30 jan 2016 |
| Wildstylez x Villain                       | Movistar Arena, Chille | 23 apr 2016 |
| Holland XXL                                | Ziggo Dome             | 01 okt 2016 |
| Ran-D                                      | AFAS Live              | 21 jan 2017 |
| Frequencerz                                | AFAS Live              | 03 feb 2018 |
| Holland XXL - Geen Greintje Fatsoen        | Ziggo Dome             | 29 sep 2018 |
| Da Tweekaz                                 | AFAS Live              | 26 jan 2019 |
| Holland XXL - Gezelligheid Kent Geen Spijt | Ziggo Dome             | 28 sep 2019 |
| Phuture Noize                              | AFAS Live              | 23 apr 2022 |
| Holland 2022 - Een Schepje Er Bovenop!     | Gelredome              | 3 sep 2022  |
| Rebelion                                   | AFAS Live              | 28 jan 2023 |